# Disko (skladba)
»Disko« je evrovizijska skladba in singel LPS iz leta 2022.
Glasbo in besedilo so napisali LPS.